# Kishinouyeum parvula
Kishinouyeum parvula es una especie de mantis de la familia Mantidae.

## Distribución geográfica
Se encuentra en Yunnan (China).